# اشتفان پوش
اشتفان پوش (انگلیسی: Stefan Posch؛ زادهٔ ۱۴ مهٔ ۱۹۹۷) بازیکن فوتبال اهل اتریش است.
از باشگاه‌هایی که در آن بازی کرده‌است می‌توان به باشگاه فوتبال هوفنهایم اشاره کرد.
وی همچنین در تیم‌های ملی فوتبال اتریش، زیر ۲۱ سال اتریش، و اتریش بازی کرده‌است.